# Mausoleul din Halicarnas

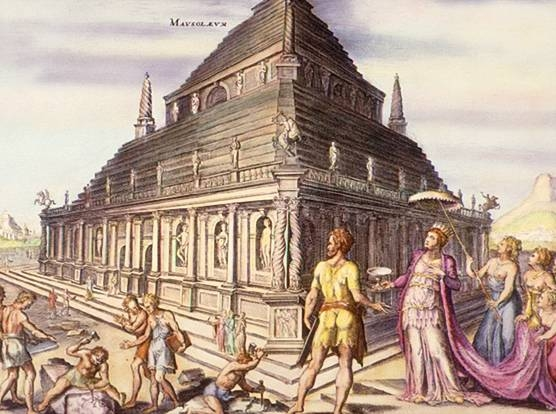
Reconstrucție a Mausoleului din Halicarnas realizată de pictorul olandez Martin Heemskerck (sec. al XVI-lea)

Mausoleul din Halicarnas (Bodrum, Turcia de azi) a fost opera arhitecților Pytheos și Satyros și a sculptorilor Scopas și Timotheos. Mausoleul poartă numele guvernatorului local Mausol, care a fost guvernatorul (satrapul sau regele) provinciei elenistice Caria (377-353 î.Hr.) pentru care fusese destinat, ca mormânt-templu. . Acest monument arhitectural a fost considerat una dintre cele șapte minuni ale lumii antice.
Regiunea, importantă din punct de vedere strategic pentru navigația din Mediterana orientală, era adeseori teatrul unor conflicte militare. În anul 556 î.Hr., regele Persiei Cyrus al II-lea a cucerit această zonă, care îi oferea acces direct la mare. Imperiul său se întindea la est până la fluviul Indus, la nord până la țărmurile Mării Negre și la sud până la Oceanul Indian. Imperiul nu putea sa aibă un guvern centralizat, din cauza situației mijloacelor de transport și de comunicare din acea vreme. Regii perși puneau în locul lor un guvernator regional, numit satrap. Începând din anul 377 î.Hr., satrapul Mausol guverna Caria, regiunea de coastă, din sud-vestul Asiei Mici. Tatăl sau, satrapul Hekatominos, contribuise la înflorirea economică a portului Halicarnas. Mausol a continuat extinderea acestei capitale de provincie. De asemenea, s-a îngrijit să lase moștenire orașului un monument nepieritor, în amintirea tatălui său și a sa, pe locurile unde ei au funcționat ca guvernatori. Prieten al culturii elene, el i-a chemat pe arhitecții Satyros și Phytheos și pe sculptorii Scopas și Timotheos, toți din Grecia.

Resturile Mausoleului din Halicarnas (astăzi în localitatea Bodrum, Turcia)

Ei s-au deosebit de ceilalți concurenți prin proiectul lor, pe cât de neobișnuit, pe atât de impunător: nu au conceput un monument scund, tradițional în Grecia, ci o construcție foarte înaltă. Mausol nu a putut însă să vadă terminat mausoleul său. El a murit în anul 353 î.Hr. Văduva sa, Artemisa, care îi era și soră, a continuat lucrările începute, nu fără intenția de a ridica un monument și pentru ea însăși. De aceea, pe cvadriga ce urma să încoroneze monumentul s-au construit statuile cuplului princiar, Mausol și Artemisa. Artemisa nu a trăit destul de mult pentru a vedea opera terminată. A murit la doi ani după soțul și fratele ei. Arhitecții au continuat construcția până la sfârșit (335 î.Hr.), realizând un monument și pentru propria lor glorie, considerat mai târziu ca una din minunile lumii antice. Pe un soclu înalt, cu cinci trepte, cu dimensiunile de 39 m lungime și 33 m lățime, se găsea un suport lung de 33 m, lat de 27 m și înalt de 22 m. Pe acesta se înălța templul funerar propriu-zis, susținut de 39 de coloane, având 39 m fiecare (singura parte ce amintea arhitectura greaca tradițională). Imediat deasupra acoperișului se mai inălța o piramidă cu 24 de trepte, pe al cărei vârf trunchiat era așezată cvadriga. Cu o înălțime totală de 49 m, mausoleul ar fi putut echivala în zilele noastre cu o clădire cu 16 etaje. Mâna omului nu a distrus cel mai celebru monument funerar al antichității, al carui nume a devenit generic pentru toate marile morminte construite mai târziu. Marii cuceritori, cum ar fi Alexandru cel Mare, care a cucerit orașul Halicarnas în anul 334 î.Hr., au cruțat monumentul și l-au tratat cu respect. De-abia în secolul al XII-lea d.Hr., un puternic cutremur a distrus monumentul, rezervându-i o soartă tristă, cea de carieră pentru construirea castelului fortificat Sf. Petru al Cruciaților Ioaniți (în sec. XVI).
Resturile Mausoleului din Halicarnas, aflate în partea de nord a orașului Bodrum (la cca 1 km de centru) sunt cuprinse într-un muzeu în aer liber, fiind accesibile publicului.